# Florida Cevoli

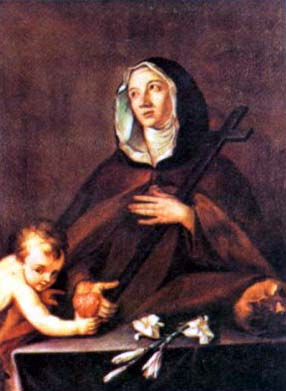
Beata Florida Cevoli de Pisa

La Beata Florida Cevoli (Pisa 11 de noviembre de 1685-Città di Castello, 12 de junio de 1767), o Lucrezia Elena Cevoli, fue una religiosa y abadesa capuchina.
La Iglesia católica conmemora su festividad el 12 de junio. 
Hija del conde Curzio Cevoli y de la marquesa Laura della Seta, educada en la fe en el seno familiar, quien en 1697, la pequeña Elena, entró en el Colegio San Martino de Pisa, de las monjas clarisas. A los 18 años, el 7 de junio de 1703 su camino espiritual se fortaleció y tomó la decisión de entrar en el monasterio de las Clarisas Capuchinas de Città di Castello. Luego de dos años de noviciado, el 10 de junio de 1705 Lucrezia Elena profesó los votos y adquiere el nombre de Florida. 
Florida, fue guiada por los consejos y ejemplo de  maestra de novicias y posterior Santa Verónica Giuliani, la cual adoptó un espíritu e oración excepcional y deseo de progresar en el camino de la contemplación. Participó en la vida comunitaria con espíritu humilde y atento a los trabajos más modestos. Hizo su profesión religiosa el 10 de junio de 1704. Después de ello, desarrolló tareas de cocinera, panadera, farmacéutica, maestra, vicaria y abadesa del monasterio. Mantuvo estrecha relación con Santa Verónica, quien en 1716, fue nombrada abadesa, de quien se hizo su confidente, y además la auxiliaba como secretaria.  En 1727 tras la muerte de Santa Verónica recibe el puesto de abadesa mismo que ejerció trienios consecutivos, siendo reelecta en varios de ellos. 
Se distinguió por una vida de pobreza y austeridad. Los sufrimientos de Cristo yen su pasión y la presencia eucarística, eran los principales motivos de contemplación y amor. Fungió como mediadora de paz ante el levantamiento popular posterior a la muerte del papa Benedicto XIV en 1758. 

Florida fue mencionada por la Virgen María en sus palabras a Santa Verónica quien dijo: 
"Te recomiendo Verónica, a mi Floridina, gozo mío y gozo de mi divino Hijo" 
Sor Florida promovió la causa de beatificación de su maestra Santa Verónica Giuliani. Florida murió el 12 de junio de 1767 y su causa de beatificación fue iniciada en 1838 y en 1910 el papa Pío X declaró la heroicidad de sus virtudes, y su beatificación fue proclamada hasta el 16 de mayo de 1993 bajo el pontificado del papa Juan Pablo II.